# Aeroporto di Whitegrass
L'Aeroporto di Whitegrass (ICAO: NVVW - IATA: TAH), conosciuto anche come aeroporto di Withe Grass o aeroporto di Tanna, è un aeroporto che si trova nella provincia di Tafea sull'isola di Tanna (Vanuatu) a circa 8 km a nord della città di Lénakel.
L'aeroporto ha una sola pista designata con superficie asfaltata che permette il decollo e atterraggio di aerei turboelica di piccole e medie dimensioni. Ha un piccolo terminal con alle spalle un piccolo parcheggio e pochissime strutture di supporto ed è raggiungibile in auto. Una strada asfaltata fornisce l'accesso al lato ovest dell'isola e all'insediamento di Lowanatom a sud.
Da questo aeroporto operano le compagnie aeree Air Vanuatu e Unity Airlines.